# كرونوسلاف سيمون
كرونوسلاف سيمون (بالكرواتية: Krunoslav Simon)‏ مواليد 24 يونيو 1985، هو لاعب كرة سلة كرواتي ويحمل الرقم 44. يبلغ طوله 6 قدم 5.56 بوصة (2.0 م).

## فرق لعب لها
- لوكوموتيف كوبان

## الميداليات
| الميدالية | المسابقة                        |
| --------- | ------------------------------- |
| ذهبية     | ألعاب البحر الأبيض المتوسط 2009 |

## روابط خارجية
- كرونوسلاف سيمون على موقع الاتحاد الدولي لكرة السلة (الإنجليزية)
- كرونوسلاف سيمون على موقع الدوري الأوروبي لكرة السلة (الإنجليزية)
- كرونوسلاف سيمون على موقع الدوري الإسباني لكرة السلة (الإسبانية)
- كرونوسلاف سيمون على موقع كرة السلة الأوروبية.كوم (الإنجليزية)
- كرونوسلاف سيمون على موقع ريلجم (الإنجليزية)
- كرونوسلاف سيمون على موقع بروبوليرز (الإنجليزية)
- كرونوسلاف سيمون على موقع سبورتس رفرنس (الإنجليزية)
- كرونوسلاف سيمون على موقع أوليمبيديا (الإنجليزية)